# 3023 Heard
3023 Heard је астероид главног астероидног појаса са средњом удаљеношћу од Сунца која износи 2,215 астрономских јединица (АЈ).
Апсолутна магнитуда астероида је 13,6.